# 首都圏連続不審死事件
首都圏連続不審死事件（しゅとけんれんぞくふしんしじけん）とは、2007年（平成19年）から2009年（平成21年）にかけて発生した連続不審死事件。さいたま地方裁判所における事件番号は「平成21年（わ）第1809号等（詐欺、詐欺未遂、窃盗、殺人）」。
婚活（結婚活動）を利用した事件であることから、「婚活殺人事件」、「婚活大量殺人事件」、「婚活連続殺人事件」などとも呼ばれている。

## 事件概要
2009年（平成21年）8月6日、埼玉県富士見市の月極駐車場内にあった車内において会社員男性C（当時41歳）の遺体が発見された。死因は練炭による一酸化炭素中毒であったが、自殺にしては不審点が多かったことから、埼玉県警察の捜査が始まった。
その結果、Cは被疑者の住所不定・無職の女、木嶋 佳苗（きじま かなえ、1974年〈昭和49年〉11月27日生まれ、逮捕当時34歳）と交際していたことがわかり、捜査していくにつれて、木嶋には他にも多数の愛人がおり、その愛人の何人もが不審死を遂げていることが分かった。埼玉県警は木嶋が結婚を装った詐欺をおこなっていたと断定し、9月25日に木嶋を詐欺の容疑で逮捕した。また、逮捕時に同居していた千葉県出身の40代男性から450万円を受け取っていた。
2010年（平成22年）1月までに、木嶋は7度におよぶ詐欺などの容疑で再逮捕されている。警察は詐欺と不審死の関連について慎重に捜査を継続。2月22日に木嶋はAに対する殺人罪で起訴された。窃盗罪や詐欺罪などですでに起訴されており、併せて6度目の起訴となる。10月29日には、東京都青梅市の当時53歳の男性を自殺に見せかけて殺害したとして、警視庁に再逮捕された。ただし、被害者男性の遺体は、当時は「自殺」と断定されて解剖されていない例もあり、死因に関する資料が乏しい中での、極めて異例の殺人罪の立件となった。

## 被害者とされる人々

### 不審死
松戸市の70歳男性不審死事件
2007年8月、千葉県松戸市の自営業の男性（古物商・当時70歳）が自宅の風呂場で死亡。死因不明。
木嶋に貢いだ金額は約7400万円。
青梅市の53歳男性A不審死事件（起訴事案）
2009年1月30日から1月31日に東京都青梅市の会社員男性A（当時53歳）が死亡し、2月4日に発見。死因は一酸化炭素中毒死。
死亡直前にAの銀行口座から木嶋の銀行口座に計1700万円が振り込まれていた。
野田市の80歳男性B不審死事件（起訴事案）
同年5月15日に千葉県野田市の男性B（当時80歳）が自宅で死亡。B宅から出火して全焼。遺体近くの和室に練炭数個が置かれており、死因は一酸化炭素中毒死。
Bの父は著名な画家であり、木嶋はBの家の絵を盗んで高価な値段で売っていたが、Bは父の絵が無くなったことについて木嶋を疑わず、親族を疑っていた。死亡直後に、木嶋はBの銀行口座から約190万円を引き出した。
千代田区の41歳男性C不審死事件（起訴事案）
同年8月6日に東京都千代田区の会社員男性C（当時41歳）が埼玉県富士見市の駐車場にとめたレンタカー内で死亡。死因は一酸化炭素中毒死。
木嶋はCに対して結婚する気があると装って、約470万円を受け取っていた。
その他
死亡日が不明だが、2件の男性（関東地方在住）の不審死がある。

### 詐欺、詐欺未遂、窃盗
静岡県の40代男性（詐欺罪）
2008年9月から12月にかけて、合計130万円をだまし取ったとして。
長野県の50代男性（詐欺罪）
同年10月から12月にかけて、約190万円をだまし取ったとして。
静岡県の40代男性（窃盗罪）
木嶋とホテルで就寝中の2009年1月10日から翌日ごろに、財布から5万円を盗んだとして。
50代男性（詐欺未遂罪）
同年7月中旬から下旬にかけて百数十万円をだまし取ろうとしたとして。
東京都の41歳男性（詐欺罪）
同年7月24日に四百数十万円をだまし取ったとして。
長野県の50代後半男性（詐欺未遂罪）
同年8月に約140万円をだまし取ろうとしたとして。
埼玉県の30代後半男性（詐欺未遂罪）
同年8月から9月にかけて約70万円をだまし取ろうとしたとして。

## 犯人木嶋佳苗について
- 北海道標津郡中標津町生まれ北海道野付郡別海町育ち。

詐欺の方法
木嶋は嘘が得意で、騙し取った金で家賃約22万円の西池袋3丁目の高級マンションに住み、ベンツを乗り回していたという。また「吉川桜」という偽名を用い「父親は東大教授で、自らはピアノ講師、フードコーディネーターである」と騙っていたという。
男性観
「19歳で初めて愛人契約を男性と結び、一般の女性とは違うセックスでの異なった世界を男性に与えることができるとわかり、性の奥義を極めたいと思うに至り、受け取る額も付き合う男性もクラスが上がるようになった。男性に癒しや活力を与えることが自分では仕事と感じるようになり、一般の女性にできないことなら、受け取る報酬は正当で当然と思うようになった」など、自分には特別な性的魅力があり、そのために男性からお金を受け取るのが当然で金銭をだまし取ることに罪悪感はなかったと主張。木嶋はテクニックよりも本来持っている機能が高いなどと自分自身を評価している。
手記と小説
木嶋の手記および小説が『女性自身』に掲載された。小説は『礼讃』ISBN 978-4041024331 の題で2015年（平成27年）2月、KADOKAWAより刊行された。
ブログ
2014年1月5日より、木嶋本人が拘置所で書いたものを、支援者がブログとして更新している。2018年5月10日に「ラブリー」と題するエントリが配信されたのを最後に、更新が滞っていたが、2024年5月1日より「お知らせ」と題するエントリが配信され、発信を再開する旨を発表した。
なお、2025年7月現在も更新中である（最終更新2025年7月13日）。
獄中結婚
2019年5月現在、3度の獄中結婚を繰り返している。2019年4月24日には、『週刊新潮』（新潮社）のデスクの男性と3度目の獄中結婚をしたと『週刊文春』が報じた。

## 刑事裁判

### 第一審（さいたま地方裁判所・裁判員裁判）
刑事裁判はさいたま地方裁判所において、全訴追事案（殺人3、詐欺・同未遂6、窃盗1）について併合審理となった。
裁判員選任手続が2012年（平成24年）1月5日、初公判が1月10日、判決日が4月13日という裁判員裁判としては、約100日間にわたる長期裁判であった。
3つの殺人事件について、検察が提示した状況証拠は以下の通り。
3殺人事件共通
- 3殺人事件では現場に残っていた練炭等は木嶋が犯行前に購入したものと同一メーカーである。
- 3殺人事件では被害者が最後に会っていたのは木嶋である。

A殺人事件
- Aの家からパソコンの本体と鍵が持ち出されていた。
- 練炭のうち重いものは約20キロあり、Aは車や自転車を持っておらず、レンタカーを借りた記録もないため、Aが自宅周辺で購入したとは考えられない。また、ネットでの購入記録もない。

B殺人事件
- 生前、睡眠薬を服用していたことはなかったが、遺体から通常使用される量の10倍以上の睡眠薬が検出された。
- 司法解剖の結果、火災による一酸化炭素中毒で喉に付着するはずの炭の粉がほとんどついていなかった。

C殺人事件
- 死亡現場のレンタカーにレンタカーの鍵がなかった。自殺する前にどこかに捨てにいくことは不自然。
- 死亡現場のレンタカーに練炭に着火したとみられるマッチの棒は車内に残されていたが、マッチ箱がなかった。自殺する前にどこかに捨てにいくことは不自然。
- Cの手に練炭の粉がついておらず、練炭を扱った形跡がなかった。手袋も見つかっていない。

検察側は、論告において、「窓の外には夜空が広がっている。夜が明けると、雪化粧になっている。雪がいつ降ったかを見ていなくても、夜中に降ったと認定できる」との比喩を使い、状況証拠の積み重ねで木嶋の犯行を十分立証できると強調した。
これに対し木嶋及び弁護側は、練炭等は被害者から譲ってくれと頼まれて木嶋が渡したものであり、被害者の死は別れ話が原因の自殺や事故死であったとして殺人罪の無罪を主張した。
さいたま地方裁判所（大熊一之裁判長）は検察側の主張を全面的に認め、木嶋に対し求刑通り死刑を言い渡した。女性被告人に対する死刑判決は裁判員裁判では初めて。木嶋側は即日控訴した。

### 控訴審（東京高等裁判所）
控訴審の東京高等裁判所も第一審の死刑判決を支持し、2014年3月12日に木嶋側の控訴を棄却する判決を言い渡した。木嶋側はこれを不服として即日最高裁判所に上告した。

### 上告審（最高裁判所）
木嶋は控訴審判決後に獄中結婚し、姓がDに変わった。2016年（平成28年）12月24日までに最高裁判所第2小法廷（小貫芳信裁判長）は上告審口頭弁論公判を、2017年（平成29年）2月10日に開廷することを決めた。
2017年（平成29年）2月10日、最高裁判所第2小法廷（小貫芳信裁判長）で開かれた上告審口頭弁論公判で弁護側は「男性らは自殺した可能性がある」「状況証拠には被告が犯人でなければ説明できない事実関係が含まれておらず、有罪とするのは過去の判例に違反する」などと改めて無罪を主張した一方、検察側は「控訴審の認定に不合理な点はない」として上告棄却を求め結審した。2月22日までに、判決期日は4月14日に指定された。
2017年（平成29年）4月14日、最高裁判所第2小法廷（小貫芳信裁判長）は「殺害は計画的で極めて悪質。被告人は不合理な弁解で、反省の態度を全く示しておらず、死刑はやむを得ない」として、木嶋の上告を棄却する判決を言い渡した。これにより、木嶋の死刑が確定することとなった。裁判員裁判で審理された被告人の死刑確定は15人目で、女性としては初めてであった。
同年5月9日、最高裁は上告棄却の判決に対する木嶋の訂正申し立てを棄却し、死刑が確定した。
2021年（令和3年）9月20日時点で、木嶋（I姓に改姓済み）は死刑囚（死刑確定者）として、東京拘置所に収監されている。